# Pachalik de Diyarbakır
1515–1867
Entités précédentes :
- Séfévides

Entités suivantes :
- Vilayet de Diyarbakır (Empire ottoman)

L'eyalet ou pachalik de Diyarbakır est une province de l'Empire ottoman qui a existé de 1515 à 1867.

## Histoire

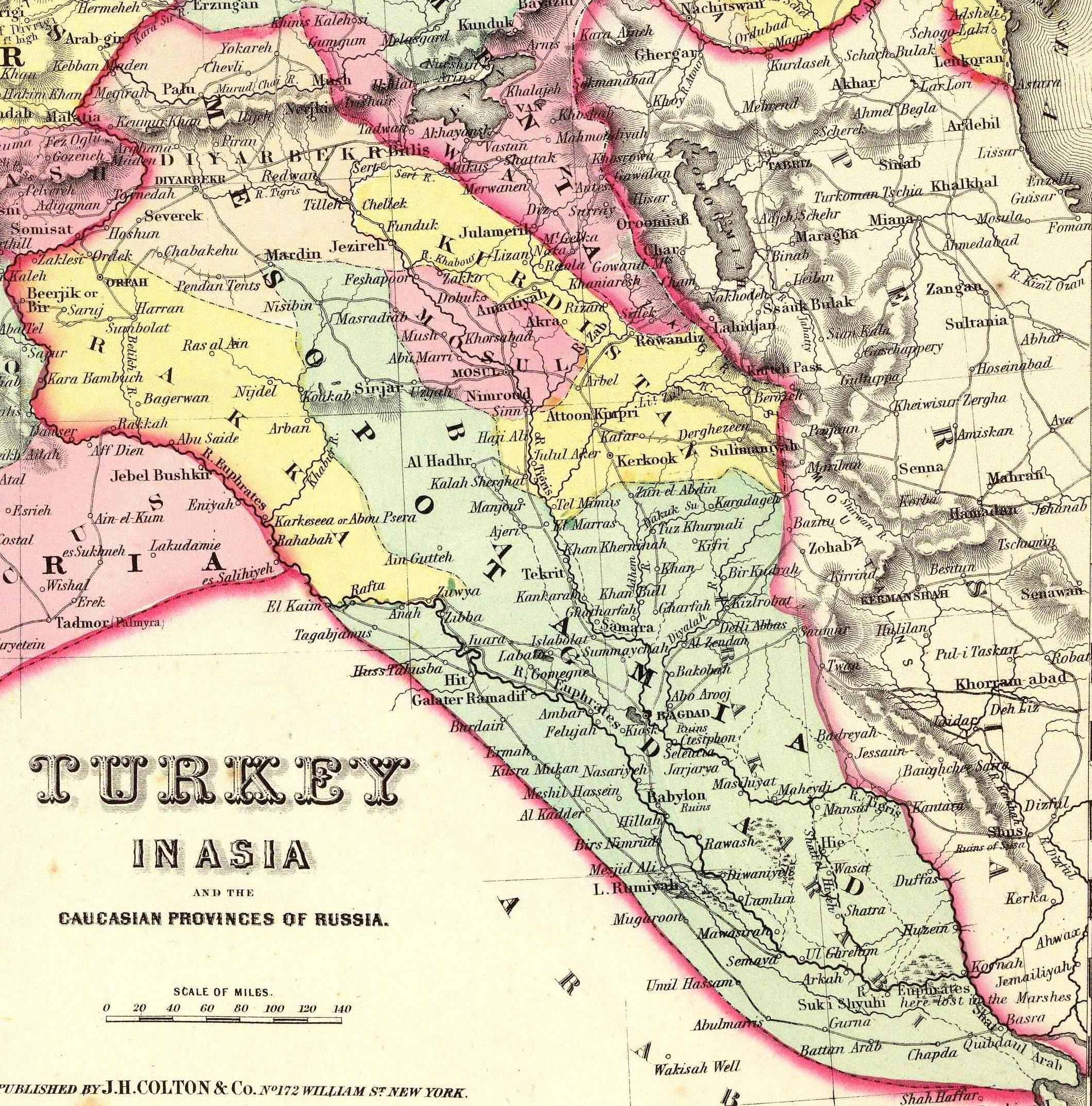
Turquie d'Asie (détail), carte par George Woolworth Colton, 1856

L'émirat turkmène des Aq Qoyunlu (Mouton Blanc), annexé en 1508 par les Séfévides de Perse, est conquis par les Ottomans après la bataille de Tchaldiran en 1514. La ville d'Amid est prise par le général Bıyıklı Mehmet Pacha en 1527 et devient la capitale d'une province qui englobe Mossoul et Bitlis. Selon le voyageur Evliya Çelebi, au XVIIe siècle, elle comprend 19 sandjaks et 5 hakumets (gouvernements héréditaires). Les sandjaks sont partagés en lots (timar) destinés à entretenir des soldats. Dans les hakumets, le gouverneur conserve tout le produit des taxes et domaines.

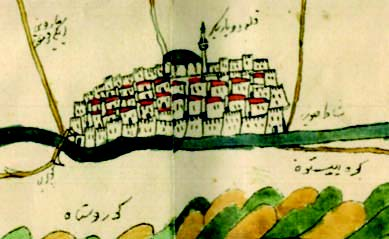
Diyarbakır, carte ottomane de 1671 (détail)

La population de la province comprend principalement des Kurdes avec une forte minorité de chrétiens, surtout arméniens ; les Kurdes, en tant que musulmans, ont un certain nombre de privilèges comme de faire hiverner leurs troupeaux dans les villages arméniens. Au XIXe siècle, la province fait partie de l'éphémère principauté kurde créée par Bedirxan Beg ; elle est reconquise par les Ottomans en 1847.
En 1867, sa structure administrative est modifiée et elle devient le vilayet de Diyarbakır.

## Subdivisions

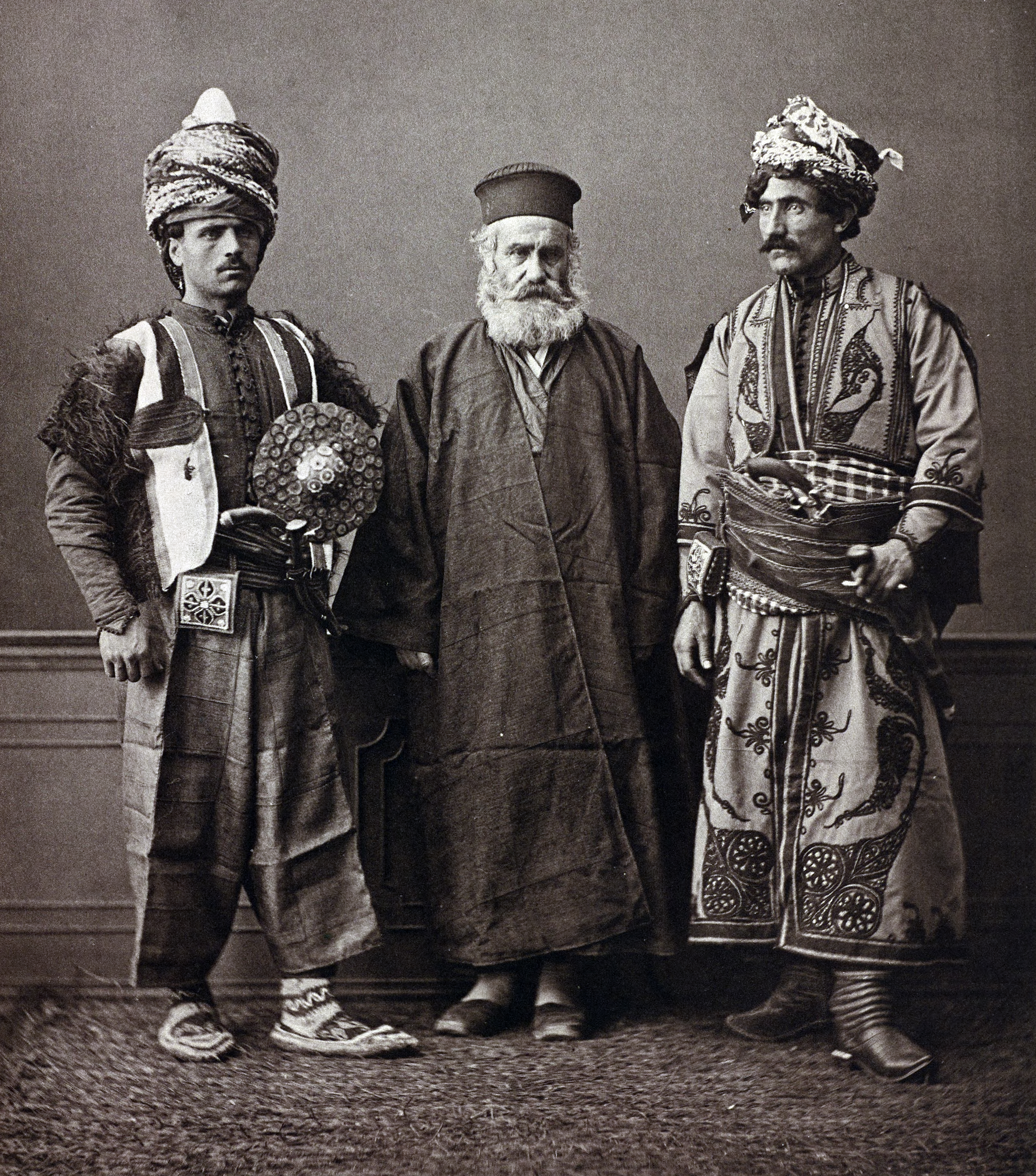
Deux Kurdes avec un prêtre. Pascal Sebah, 1873.

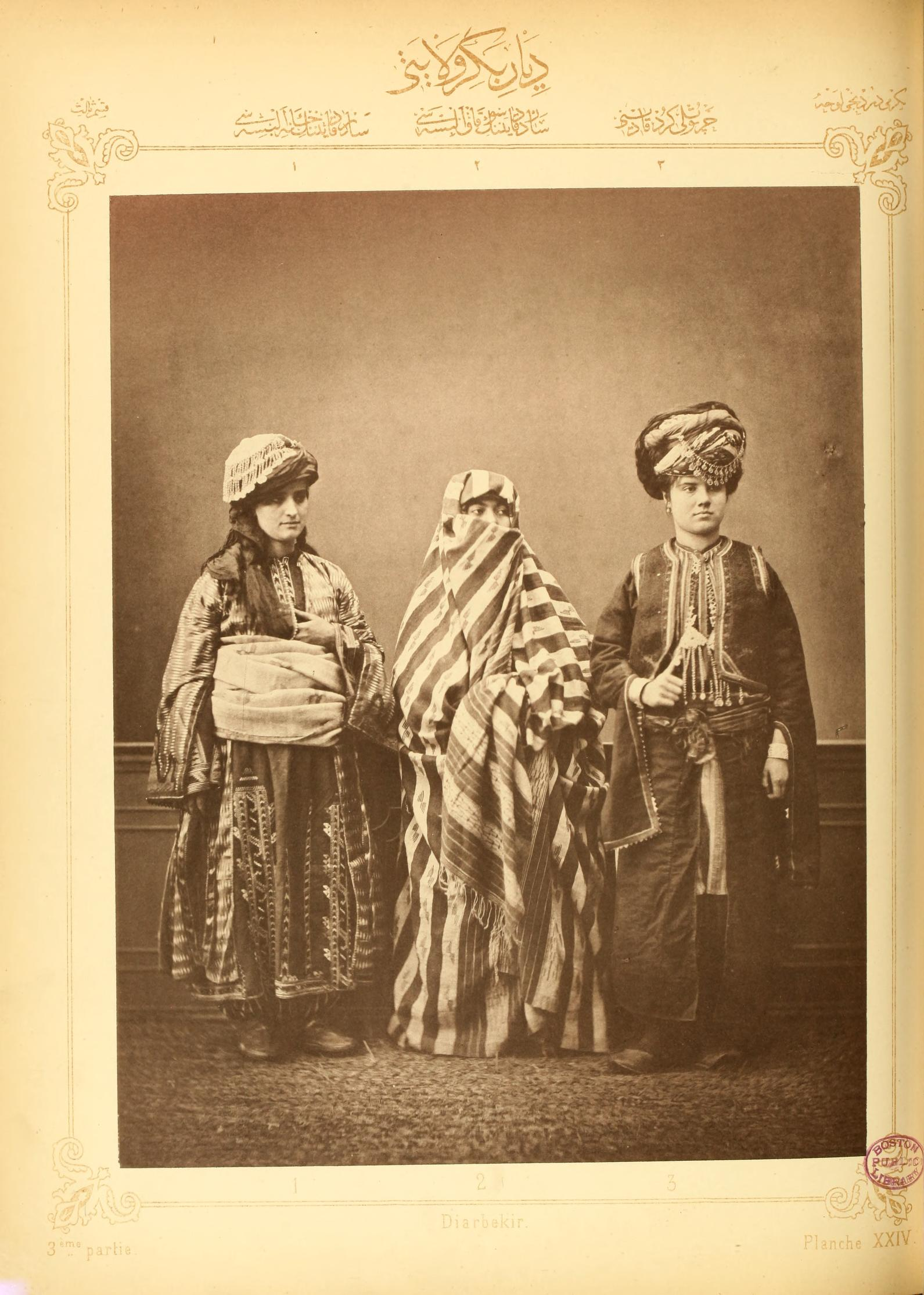
Femmes de la région de Diyarbakır. Pascal Sebah, 1873.

Vers 1526-1560, la province comprend 17 sandjaks :
1. Sandjak d'Amid (Diyarbakır)
2. Sandjak de Mardin
3. Sandjak de Sinjar
4. Sanjak of Birecik
5. Sandjak de Ruha (Şanlıurfa)
6. Sandjak de Siverek
7. Sandjak de Çermik
8. Sandjak d'Ergani
9. Sandjak de Harput (Elâzığ)
10. Sandjak d'Arapgir
11. Sandjak de Kiğı
12. Sandjak de Çemişgezek
13. Sandjak de Mossoul
14. Sandjak de Hit
15. Sandjak de Deir ez-Zor
16. Sandjak de Qasr al-Rahba
17. Sandjak de Anah

### Sources et bibliographie
- (en) Cet article est partiellement ou en totalité issu de l’article de Wikipédia en anglais intitulé « Diyarbekir Eyalet » (voir la liste des auteurs) dans sa version du 11 mai 2016.

- (de) Cet article est partiellement ou en totalité issu de l’article de Wikipédia en allemand intitulé « Eyâlet Diyarbakır » (voir la liste des auteurs) dans sa version du 1er juin 2014.
- Yavuz Aykan, Rendre la justice à Amid : Procédures, acteurs et doctrines dans le contexte ottoman du XVIIIème siècle, Leiden: Brill, 2013